# Frente Patriótico de Mujeres
El Frente Patriótico de Mujeres (FPM) fue una organización femenina chilena existente entre 1972 y 1973 y que apoyaba al gobierno de Salvador Allende.

## Historia
El Frente Patriótico de Mujeres fue creado el 17 de octubre de 1972 por un grupo de trabajadoras del Ministerio de Tierras y Colonización, siendo posteriormente liderado por la senadora María Elena Carrera (PS); en el momento de su constitución señalaba que su finalidad era «luchar en todos los sectores por una vuelta a la normalidad y a la paz social», indicando su oposición al paro organizado por los camioneros y realizando acciones de voluntariado para transportar y despachar alimentos e insumos básicos, dividiéndose en comisiones de Salud, Difusión, Organización y Abastecimiento, a las que posteriormente se sumaron comisiones de Agro y Alfabetización.
Además de la conformación del Frente en Santiago, en distintas provincias y comunas del país se formaron agrupaciones locales, como es el caso del Frente Patriótico de Mujeres de Concepción, constituido el 24 de octubre de 1972 y que estaba encabezado por Lilian Baroni, coordinadora local del COCEMA. En Lota, el FPM organizó la primera «Escuela Popular de las Mujeres», que incluía cursos prácticos y teóricos de temas como puericultura, primeros auxilios, psicología, alimentación, dinámica de grupos, poderes del Estado y el proceso chileno, gimnasia y deportes. En la provincia de Coquimbo, la secretaria ejecutiva del FPM local fue Lucía Chirinos, mientras que en la provincia de Cautín su presidenta era Amelia Robertson de Cárdenas.
Tras el final del paro de octubre de 1972, el Frente Patriótico de Mujeres, cuya secretaria coordinadora era Adriana Delpiano, concentró sus labores en los Centros de Reforma Agraria y su sede principal se ubicó en el edificio de la UNCTAD, lugar en donde se organizó el 7 de diciembre un acto en homenaje a las mujeres voluntarias, en donde fue presentada la «Canción de la Voluntaria de la Patria», compuesta por Sergio Ortega Alvarado con letra de Ana María Miranda. En febrero de 1973, en medio de la campaña para las elecciones parlamentarias, el FPM realizó actividades de difusión enseñando a votar por los candidatos afines a la Unidad Popular (UP).
Entre otras actividades realizadas por el FPM durante 1973 estuvo una campaña de recolección de firmas en mayo para manifestar el rechazo femenino a «las maniobras de la oposición para derrocar al Gobierno Popular mediante un enfrentamiento fratricida», y la organización —junto a la Federación Provincial de Centros de Madres y el Departamento Femenino de la Central Única de Trabajadores— de una marcha de mujeres en rechazo a la violencia política, llevada a cabo el 12 de junio. El FPM desapareció tras el golpe de Estado del 11 de septiembre de 1973.